# 斯拉夫哥羅德 (白俄羅斯)
斯拉夫哥羅德（羅馬化：Slavgorod）是白俄羅斯的城鎮，位於首府莫吉廖夫東南68公里的索日河畔，距離首都明斯克234公里，由莫吉廖夫州負責管轄，面積24.6平方公里，海拔高度135米，2006年人口8,200。